# Al-Jazira Club
Al-Jazira Sports & Culture Club (arab. ‏نادي الجزيرة الرياضي‎) – emiracki klub piłkarski, grający w UAE Arabian Gulf League, mający siedzibę w mieście Abu Zabi.

## Aktualna kadra
Stan na 31 lipca 2023
| Nr | Poz. | Piłkarz              |
| -- | ---- | -------------------- |
| 1  | BR   | Abdulrahman Al Ameri |
| 2  | OB   | Abdulla Idrees       |
| 3  | PO   | Ahmed Mahmoud        |
| 4  | OB   | Karim Rekik          |
| 5  | OB   | Khalifa Al Hammadi   |
| 6  | OB   | Mohammed Al-Attas    |
| 7  | NA   | Ali Mabkhout         |
| 8  | PO   | Mamadou Coulibaly    |
| 9  | NA   | Zayed Al-Ameri       |
| 10 | PO   | Khalfan Mubarak      |
| 11 | PO   | Abdullah Ramadan     |
| 13 | PO   | Richard Akonnor      |
| 14 | PO   | Mohamed Khaled       |
| 15 | OB   | Mohammed Rabii       |
| 16 | NA   | Ahmed Fawzi          |
| 17 | PO   | Alejandro Pozuelo    |
| 19 | PO   | Oumar Traore         |
| 24 | PO   | Zayed Sultan         |
| 25 | PO   | Samer Sanchez        |

| Nr | Poz. | Piłkarz             |
| -- | ---- | ------------------- |
| 26 | NA   | Hazza Subait        |
| 27 | PO   | Abdullah Fadaaq     |
| 28 | PO   | Yousef Ayman        |
| 34 | NA   | Saeed Al-Abdouli    |
| 38 | OB   | Nawaf Dhawi         |
| 39 | NA   | Hermann Behiratche  |
| 45 | OB   | Abdullah Khairi     |
| 49 | OB   | Ahmed Sultan        |
| 54 | BR   | Abdullah Al-Hammadi |
| 55 | BR   | Ali Khasif          |
| 56 | BR   | Rakan Al-Menhali    |
| 57 | OB   | Filip Novák         |
| 62 | PO   | Hasan Khaled        |
| 70 | NA   | Ahmed Al-Attas      |
| 71 | NA   | Carlos Ocoró        |
| 80 | PO   | Bruno               |
| 85 | NA   | Mansoor Al-Khemiri  |
| 92 | NA   | Neeskens Kebano     |
| 99 | NA   | Omar Ramadan        |

## Znani gracze
- Maurito
- Michael Beauchamp
- Jucilei
- Sandro Hiroshi
- Ricardo Oliveira
- Elson Becerra
- Felipe Caicedo
- Bonaventure Kalou
- Toni
- Ibrahim Diaky
- Mohammed Ali Karim
- James Debbah
- George Weah
- Dário Monteiro
- Phillip Cocu
- Bartholomew Ogbeche
- Roberto Brown
- Mohamed Kader
- Mamam Cherif Touré
- Mirko Vučinić
- Abdelaziz Barrada